# Josep Iglésies i Fort
Josep Iglésies i Fort (Reus, Baix Camp, 9 de setembre de 1902 — Barcelona, 18 de novembre de 1986) fou un geògraf, historiador i escriptor català.

## Biografia

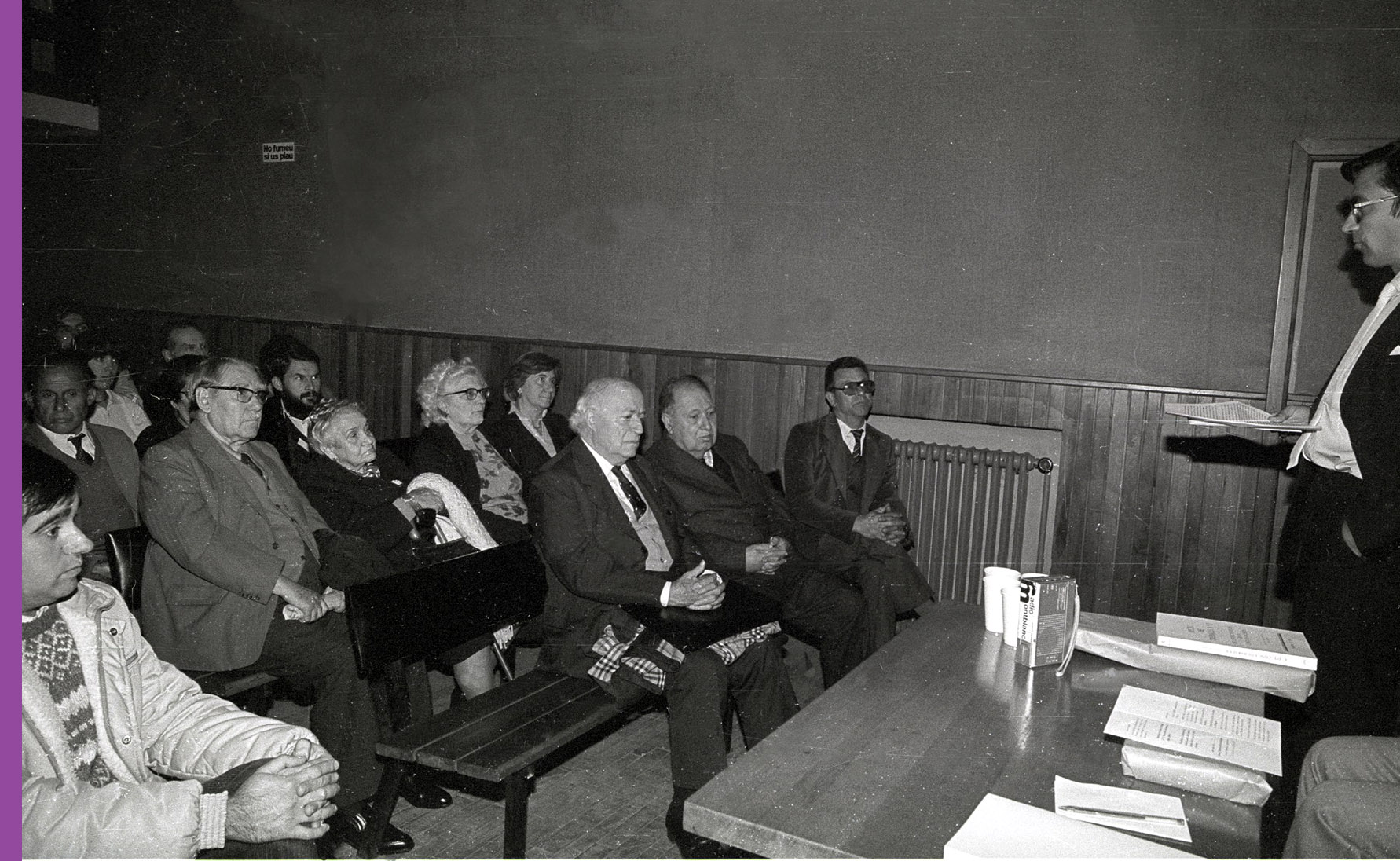
1983. Homenatge a Josep Iglésies, al mig del banc de primera fila, del Centre d'Estudis de la Conca de Barberà. Pere Anguera llegeix una semblança de l'homenatjat.

Era fill de Ignasi Iglesias i Casanovas natural de Santpedor i de Bonaventura Fort i Prats de Reus. Va fer els primers estudis i el batxillerat a Reus i a Barcelona es llicencià en dret, però mai va exercir d'advocat. Militant catalanista des de la joventut, publicà en periòdics reusencs: La Veu del Camp, Foment, Revista del Centre de Lectura, Ciutat: diari de la tarda, i d'altres. Va dirigir la fàbrica familiar a La Riba, per la qual cosa va estudiar temes relacionats amb les indústries tèxtils i la direcció d'empreses. El 1918 es va traslladar a Barcelona però seguí en contacte actiu amb Reus, on va participar en unes "Converses sobre temes d'interès local" el 1931, organitzades pel Centre de Lectura, amb una ponència sobre acció comarcal, on defensava la relació de la ciutat amb la comarca, que la futura divisió comarcal havia de potenciar. Durant la Generalitat republicana va col·laborar amb Palestra (entitat catalanista) i va ser un dels membres de la Ponència d'estudi de la divisió comarcal de Catalunya. Després de la Guerra Civil espanyola organitzà a casa seva tertúlies on es presentaven llibres i escriptors novells o es feien comunicacions científiques i lectures poètiques clandestines entre 1946 i 1952, amb la participació de la intel·lectualitat barcelonina catalanista. Xavier Amorós recorda Marià Manent, Tomàs Garcés, Josep M. López Picó, Josep Maria Boix i Selva, Josep Maria de Sucre, Ferran Canyameres, Albert Manent, i alguns intel·lectuals reusencs amics de l'Iglésies com ara Joaquim Santasusagna i d'altres.
Destacà en el camp de l'excursionisme, publicant l'Enciclopèdia de l'excursionisme el 1964, i, juntament amb Joaquim Santasusagna, les famoses guies de Les Muntanyes de Prades, el Montsant i Serra la Llena, Del Camp de Tarragona a l'Ebre, Les valls del Gaià, del Foix i del Miralles
En el camp de la narrativa gira entorn de dos grans interessos, la ciutat de Reus i les muntanyes de Prades i el Montsant. Com a historiador se sent atret per la llegenda i en basteix una èpica de la ciutat i de la muntanya.
Com a investigador va publicar els cens de població de diverses èpoques i va fer treballs de geografia agrícola i d'història, especialment de les àrees de conreu al Camp de Tarragona, a la Conca de Barberà i a la Terra Alta. El 1950 va endegar les Assemblees Intercomarcals d'Estudiosos com una iniciativa científica i catalanista. Fou secretari i president de la Societat Catalana de Geografia, i des del 1981 fou membre de l'Institut d'Estudis Catalans. La ciutat de Reus li ha dedicat un carrer al barri de Sol-i-vista, vora la carretera d'Alcolea o avinguda de Falset.
Es va casar l'any 1930 amb Maria Fontserè i Marroig filla d'Eduard Fontserè i Riba.

## Obres

### Demografia
- Cens de 1857-1950 (1961)
- El Fogatge de 1365-70 (Barcelona: Memorias de la Real Academia de Ciencias y Artes de Barcelona, 1962)
- La població de Catalunya en la dècada 1950-1960 (Barcelona: Rafael Dalmau, 1966)
- El cens del comte de Floridablanca: part de Catalunya (Barcelona: Fundació Salvador Vives Casajuana, 1969-70)
- Estadístiques de la població de Catalunya en el primer vicenni del segle XVIII (Barcelona: Rafael Dalmau, 1974)
- El Fogatge de 1553: estudi i transcripció (Barcelona: Fundació Rafael Vives Casajuana, 1979-1981)
- La població de les vegueries de Tarragona, Montblanc i Tortosa segons el fogatge de 1496 (Reus: Associació d'Estudis Reusencs, 1987)

### Geografia i història
- Les ciutats del món (Barcelona: Arca, 1948)
- Geografia de Catalunya (1960-1974)
- La restauració de Tarragona dins dels volums Episodis de la Història (Barcelona: Rafael Dalmau, 1963)
- La crisi agrària de 1879-1900. La fil·loxera a Catalunya (Barcelona: Edicions 62, 1968)
- Enciclopèdia de l'excursionisme (Barcelona: Rafael Dalmau, 1964-1965), els dos primers volums
- Les muntanyes de Prades, el Montsant i la serra la Llena (Reus: Centre de Lectura, 1929). En col·laboració amb Joaquim Santasusagna
- Les valls del Gaià, de Foix i de Miralles (Reus: Impremta de Marian Roca, 1934). En col·laboració amb Joaquim Santasusagna
- Juli Soler i Santaló, (Barcelona: Rafael Dalmau, 1971), biografia de Juli Soler i Santaló
- Pau Vila (Barcelona: Rafael Dalmau, 1981)

### Narracions
- La terra d'en Gallarí: narracions i paisatges de la muntanya tarragonina (Reus: Llibreria Nacional i Estrangera, 1932)
- El pare cuiner (1933), presentat als Jocs Florals de Barcelona[8]
- La gerra d'ossos (Barcelona: Arca, 1949)
- Saó de llegenda: (novel·la) (Barcelona: Dalmau i Jover, 1953)
- Siurana: narracions (Barcelona: Barcino, 1960)
- L'aiguat de Santa Tecla (Barcelona: Rafael Dalmau, 1971)
- Capta de fantasies (Santes Creus: Fundació Roger de Belfort, 1976)
- L'Aposta (Reus: Associació d'Estudis Reusencs, 1989)

## Fons personal
El seu fons personal es conserva a l'Arxiu Nacional de Catalunya. El fons conté documentació generada i rebuda per Josep Iglésies i Fort; documentació personal i documentació produïda en funció de la seva activitat professional com a geògraf (congressos, conferències, cursos, llibretes d'apunts sobre diferents comarques i agrupacions excursionistes, publicacions) i de la seva activitat professional com a escriptor (premis, concursos i publicacions). El fons aplega, també, documentació de la família Fontserè, principalment del meteoròleg Eduard Fontserè i Riba (correspondència, programes i treballs), corresponents al període 1910-1967. Del conjunt del fons destaca, especialment, la sèrie de correspondència, tant pel volum de cartes que conserva com per l'interès dels corresponsals.